# Кислівська сільська рада (Куп'янський район)
Кислі́вська сільська́ ра́да — адміністративно-територіальна одиниця та орган місцевого самоврядування в Куп'янському районі Харківської області. Адміністративний центр — село Кислівка.

## Загальні відомості
- Кислівська сільська рада утворена в 1923 році.
- Територія ради: 48,04 км²
- Населення ради: 1 299 осіб (станом на 2001 рік)

## Населені пункти
Сільській раді були підпорядковані населені пункти:
- с. Кислівка
- с. Котлярівка
- с. Крохмальне
- с. Табаївка

## Склад ради
Рада складалася з 16 депутатів та голови.
- Голова ради: Рудень Дмитро Іванович
- Секретар ради: Григорова Інна Володимирівна

### Керівний склад попередніх скликань
| Прізвище, ім'я, по батькові | Основні відомості                                                                     | Дата обрання | Дата звільнення |
| --------------------------- | ------------------------------------------------------------------------------------- | ------------ | --------------- |
| Рудень Дмитро Іванович      | Сільський голова, 1957 року народження, безпартійний                                  | 26.03.2006   | 31.10.2010      |
| Шип Роман Юрійович          | Сільський голова, 1986 року народження, освіта незакінчена вища, член Партії регіонів | 31.10.2010   | 27.05.2012      |
| Рудень Дмитро Іванович      | Сільський голова, 1957 року народження, освіта вища, член Партії регіонів             | 27.05.2012   |                 |

Примітка: таблиця складена за даними сайту Верховної Ради України

### Депутати
За результатами місцевих виборів 2010 року депутатами ради стали:

#### За суб'єктами висування
| Суб'єкт висування | Кількість обраних депутатів | %   |
| ----------------- | --------------------------- | --- |
| Партія регіонів   | 16                          | 100 |

#### За округами
| № округу        | Прізвище, ім'я, по батькові    | Дата визнання обраним | Освіта             | Партійна приналежність | Відомості про обраного депутата                                     |
| --------------- | ------------------------------ | --------------------- | ------------------ | ---------------------- | ------------------------------------------------------------------- |
| Партія регіонів |                                |                       |                    |                        |                                                                     |
| 1               | Беспалий Євген Яковлевич       | 04.11.2010            | вища               | член Партії регіонів   | Кислівська загальноосвітня школа І-ІІІ ст., заступник директора     |
| 2               | Пархоменко Олег Іванович       | 04.11.2010            | середня            | член Партії регіонів   | тимчасово не працює                                                 |
| 3               | Літвінова Людмила Миколаївна   | 04.11.2010            | вища               | член Партії регіонів   | КислівськаВППОНГ, завідувачка                                       |
| 4               | Курилова Наталя Анатоліївна    | 04.11.2010            | середня            | член Партії регіонів   | ДНЗ «Сонечко», помічник вихователя                                  |
| 5               | Рижонкова Наталя Сергіївна     | 04.11.2010            | середня            | член Партії регіонів   | Куп'янська дирекціязалізничнихперевезень, начальник станціїКислівка |
| 6               | Григорова Інна Володимирівна   | 04.11.2010            | вища               | член Партії регіонів   | Кислівськасільська рада, секретар                                   |
| 7               | Рєпко Людмила Михайлівна       | 04.11.2010            | вища               | член Партії регіонів   | КислівськаВППОНГ, медсестра                                         |
| 8               | Лутенко Наталя Володимирівна   | 04.11.2010            | середня спеціальна | член Партії регіонів   | Кислівськийсільський клуб, завідувачка                              |
| 9               | Гончарова Янія Василівна       | 04.11.2010            | вища               | член Партії регіонів   | Кислівськасільська рада, касир                                      |
| 10              | Гончарова Наталя Іванівна      | 04.11.2010            | середня спеціальна | член Партії регіонів   | ДНЗ «Сонечко», вихователь                                           |
| 11              | Панов Олексій Віталійович      | 04.11.2010            | вища               | член Партії регіонів   | КислівськийХПП, начальник                                           |
| 12              | Кочубей Тетяна Олексіївна      | 04.11.2010            | середня спеціальна | член Партії регіонів   | Куп'янська дирекціязалізничнихперевезень, прийомоздавальник         |
| 13              | Гелун Валентина Іванівна       | 04.11.2010            | середня            | член Партії регіонів   | пенсіонер                                                           |
| 14              | Касатіков Ігор Іванович        | 04.11.2010            | середня            | член Партії регіонів   | тимчасово не працює                                                 |
| 15              | Коропець Олександр Миколайович | 04.11.2010            | середня            | член Партії регіонів   | тимчасово не працює                                                 |
| 16              | Мазуренко Ірина Володимирівна  | 17.04.2011            | середня спеціальна | член Партії регіонів   | тимчасово не працює                                                 |